# Econoom

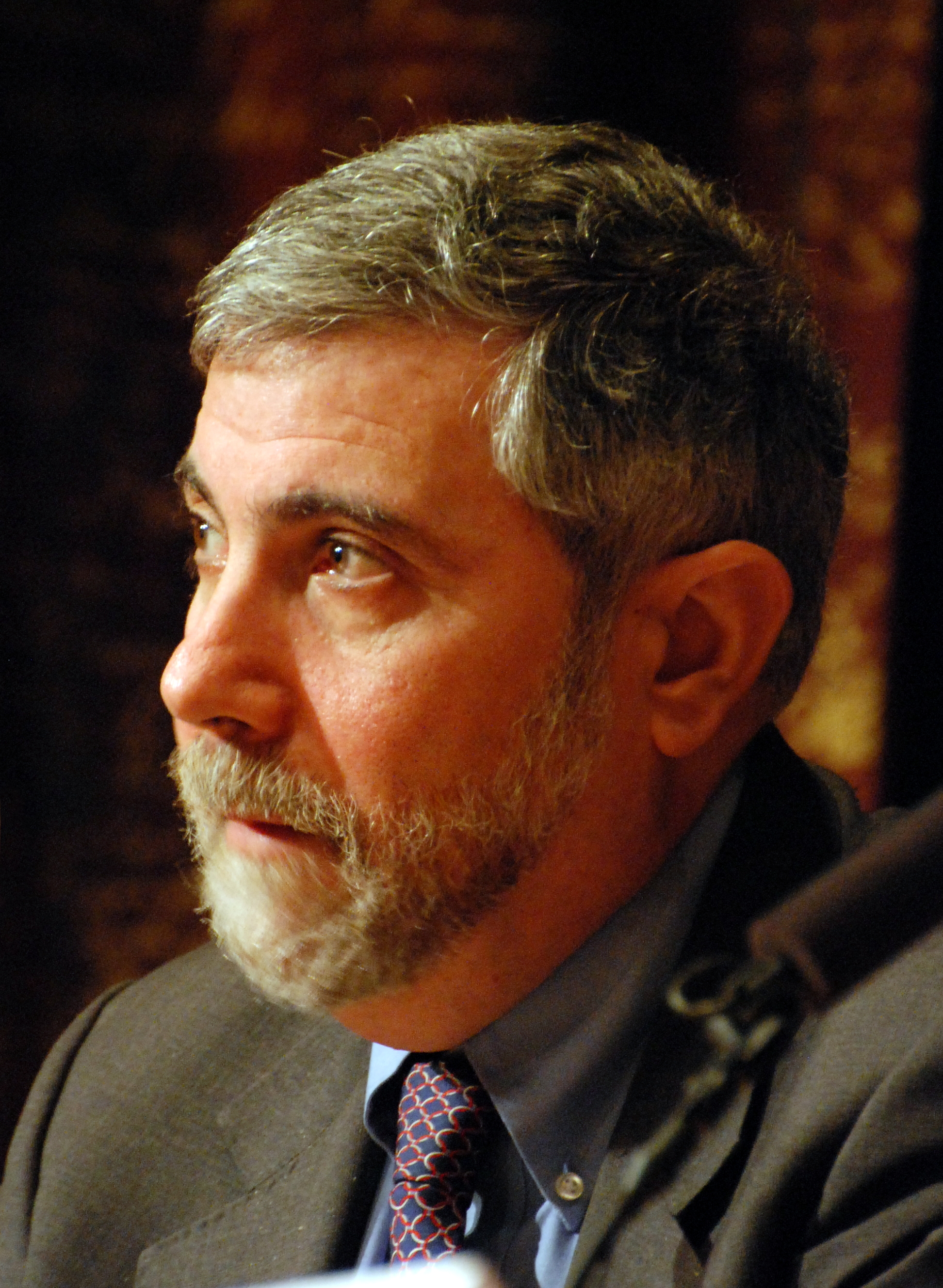
Paul Krugman werd in 2008 de Prijs van de Zweedse Rijksbank voor economie toegekend.

Een econoom of econome (ook wel economist(e)) is iemand die zich bezighoudt met de wetenschap der economie of deze toepast.
Economen en econometristen zijn op allerlei terreinen werkzaam. In de eerste plaats zijn verschillende economen werkzaam in het onderwijs en onderzoek. Anderen zijn werkzaam bij de overheden (ministeries; gemeenten en provincies). Veel economen zijn ook actief in het adviesvak. Ten slotte zijn er ook economen werkzaam in bedrijven. 
Economen verdiepen zich in schaarste. Vaak houden ze zich bezig met het analyseren van financiële stromen.

## Opleiding

### België
In Vlaanderen bestaat een universitaire opleiding in de economie aan alle universiteiten. Er wordt onderscheid gemaakt tussen vijf hoofdopties:
- Economische Wetenschappen (EW, theoretische benadering)
- Toegepaste Economische Wetenschappen (TEW)
- Sociaal-economische wetenschappen (SEW)
- Handelswetenschappen
- Handelsingenieur

Deze worden nog verder onderverdeeld in tientallen afstudeerrichtingen, waaronder accountancy, transporteconomie, verzekeringswezen, marketing, internationale betrekkingen, algemeen beleid, beleidsinformatica of econometrie, publieke economie en personeelsbeleid.
De vijf bovengenoemde opleidingen verschillen van eenjarige opleidingen als 'beleidseconomie' (KU Leuven), 'algemene economie' (Universiteit Gent) of Internationale Bedrijfseconomie en Bedrijfsbeleid (MIBEB; KU Leuven in Brussel; vroeger HUB) in die zin dat EW, TEW, SEW, Handelswetenschappen en Handelsingenieur een stevigere dosis wiskunde en statistiek op het programma hebben. Daarenboven betekent een opleiding van 4 of 5 jaar een diepgaandere beheersing van de leerstof dan het geval is bij laatstgenoemde eenjarige manama-opleidingen.
Aan de KU Leuven in Brussel (Katholieke Universiteit Leuven campus Brussel) is het mogelijk handelswetenschappen te volgen in het Engels (Business Administration) en als avondprogramma.

### Nederland
Economie kan in Nederland aan verschillende universiteiten op economische faculteiten worden gestudeerd. In Amsterdam (Universiteit van Amsterdam en Vrije Universiteit), Groningen, Maastricht, Nijmegen, Rotterdam, Utrecht, Wageningen, Den Haag (Universiteit Leiden) en Tilburg worden economen opgeleid. De verschillende universiteiten hebben een eigen aanpak. Rotterdam heeft de meest bekende economische faculteit. Ook heeft Rotterdam een winnaar van de Prijs van de Zweedse Rijksbank voor economie (ook wel de Nobelprijs voor economie genoemd): Jan Tinbergen.